# الحافلة الارجوانية
الحافلة الارجوانية عبارة عن مجموعة من ثماني قصص قصيرة مترابطة للكاتبة ميف بينشي، نُشرت لأول مرة في عام 1984. وأعيد نشر القصص بواسطة مطبعة ديلاكورتي في عام 1991 جنبًا إلى جنب مع المجموعة السابقة المكونة من 4 طوابق، دبلن 4، تحت عنوان الحافلة الارجوانية: القصص.

## ملخص الحبكة
تدور أحداث الكتاب في ستينيات وسبعينيات القرن الماضي، ويذكر الكتاب مجموعة من سبعة أشخاص من قرية راثدون الخيالية في غرب أيرلندا، والذين يعيشون جميعًا في دبلن ويعودون إلى منازلهم في نهاية كل أسبوع في حافلة صغيرة ذات لون أرجواني.
يركز كل فصل على شخصية مختلفة، مع الأحداث الموصوفة في فصل سابق مما يجعل ظهورهم مرة أخرى مع تداعيات جديدة.

## المواضيع
يستكشف الكتاب كيف تتعامل شخصيات القرن العشرين ذات القيم الكاثوليكية الرومانية القوية مع مشاكل مثل إدمان الكحول، والمثلية الجنسية، والحمل غير المرغوب فيه، والخيانة الزوجية، وتعاطي المخدرات، والطلاق، وتحديد النسل، والإجهاض.

## فيلم تلفزيوني
حول الكتاب إلى فيلم تلفزيوني في عام 1990، من إخراج جايلز فوستر وبطولة كون أونيل وستيفاني بيتشام وبيتي إيدني.